# Vassili Ledkov
 (décembre 2020).
Vassili Nikolaïevitch Ledkov(en cyrillique russe: Василий Николаевич Ледков, tundra du district autonome de Nénétsie, 16 décembre 1933–Arkhangelsk, 7 mars 2002) était un poète, prosateur et traducteur russe.

## Biographie
Sa famille était des bergers nomades nénètses, et il étudia à une école rurale et à Varandeï.
Il abandonna ses études, mais il alla étudier plus tard à Léningrad, où il obtient un diplôme de l'Institut pédagogique, aujourd'hui Université Herzen.
À cette époque, il publia ses poèmes dans divers journaux et almanachs et traduisit des classiques de la littérature russe. Il publia son premier recueil de poèmes en 1960 et un autre avec Alexei Pickov en 1961.
Depuis 1962, il fut membre de l'Union des écrivains soviétiques. De 1962 à 1965, il fut un auditeur libre à l'Institut de littérature Maxime-Gorki à Moscou, et depuis les années 1970, les maisons d'édition commencèrent à publier ses œuvres en russe ou traduites depuis le nénet vers le russe.